# بيتر بارنز
بيتر بارنز (بالإنجليزية: Peter Barnes)‏ (و. 1957  م) هو لاعب كرة قدم، وكاتب سيناريو، ومدرب كرة القدم، من المملكة المتحدة، ولد في مانشستر، يلعب كالجناح ‏.

## روابط خارجية
- بيتر بارنز على موقع الاتحاد الأوربي (الإنجليزية)
- بيتر بارنز على موقع قاعدة بيانات كرة القدم.إي يو (الإنجليزية)
- بيتر بارنز على موقع ناشيونال فوتبول تيمز (الإنجليزية)
- بيتر بارنز على موقع Soccerbase.com (لاعب) (الإنجليزية)